# Nadia Yassine
 (janvier 2016).
Si vous disposez d'ouvrages ou d'articles de référence ou si vous connaissez des sites web de qualité traitant du thème abordé ici, merci de compléter l'article en donnant les références utiles à sa vérifiabilité et en les liant à la section « Notes et références ».
Nadia Yassine (arabe : نادية ياسين), née en 1958 à Casablanca, est une femme politique marocaine, porte-parole du mouvement islamiste Al Adl Wal Ihsane (Justice et Spiritualité). 

## Biographie
Née en 1958 à Casablanca, elle a fait ses études secondaires au lycée Descartes de Rabat et au lycée Victor-Hugo de Marrakech. En 1980, elle obtint sa licence en Sciences politiques à l'université Sidi Mohamed Ben Abdellah de Fès. Elle travaille comme professeur de français jusqu'au milieu des années 1980, où, à la suite de l'emprisonnement de son père (Abdessalam Yassine), elle se lance à temps plein dans la politique.
Fondatrice et dirigeante de la branche féminine d'Al Adl Wal Ihsane, elle est également la principale porte-parole du mouvement.
En 2003, elle publie son premier livre en français, Toutes voiles dehors, qui sort à la fois en France et au Maroc. 
Nadia Yassine milite pour l'effort d'interprétation du Coran, l'ijtihad, elle est opposée au wahhabisme et à ses dérives qu'elle considère comme un ensemble de dogmes réactionnaires empêchant toute réflexion intellectuelle sur le Coran[réf. nécessaire]. Elle milite aussi pour l'abolition de la monarchie au Maroc et son remplacement par une république islamique.
Dans une conférence à l'université Berkeley, elle a déclaré : « La monarchie n’est pas faite pour le Maroc. Le régime s’écroulera bientôt. La constitution est bonne pour la poubelle de l’histoire. Le fruit pourri va finir par tomber de lui-même… ». Ses attaques contre la monarchie et la constitution lui ont valu d'être poursuivie en justice. Le procès a été reporté maintes fois.
En août 2012, Nadia Yassine publie Le Silence de Shahrazade, un roman fantastique qui traite du choc des civilisations.